# 博尔亚德
博尔亚德，是匈牙利巴兰尼亚州所辖的一个村。总面积15.59平方公里，总人口423，人口密度27.1人/平方公里（2011年1月1日）。